# Bahnhof Freinsheim

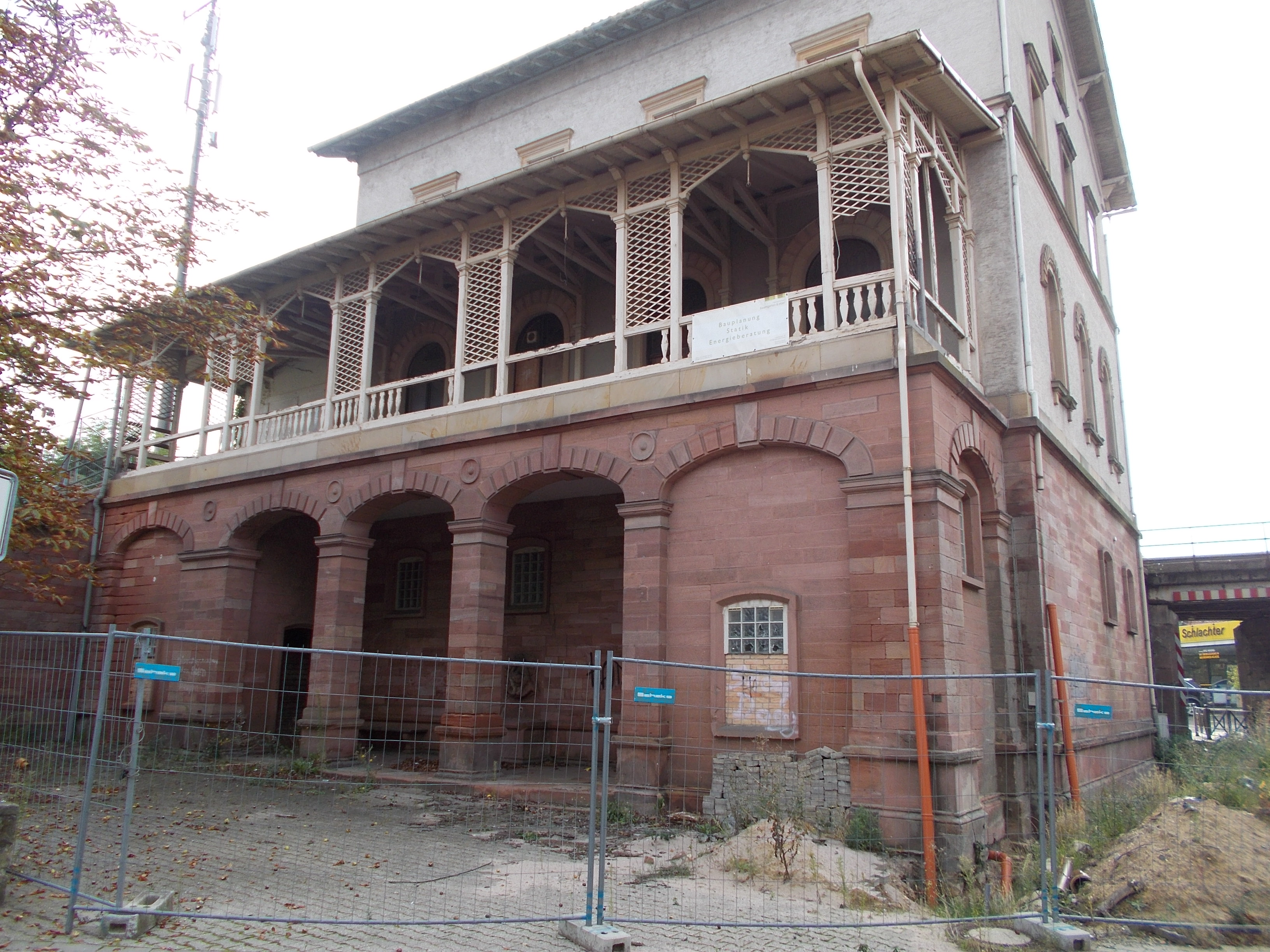
Ehemaliges, denkmalgeschütztes Bahnhofsgebäude vor der Renovierung

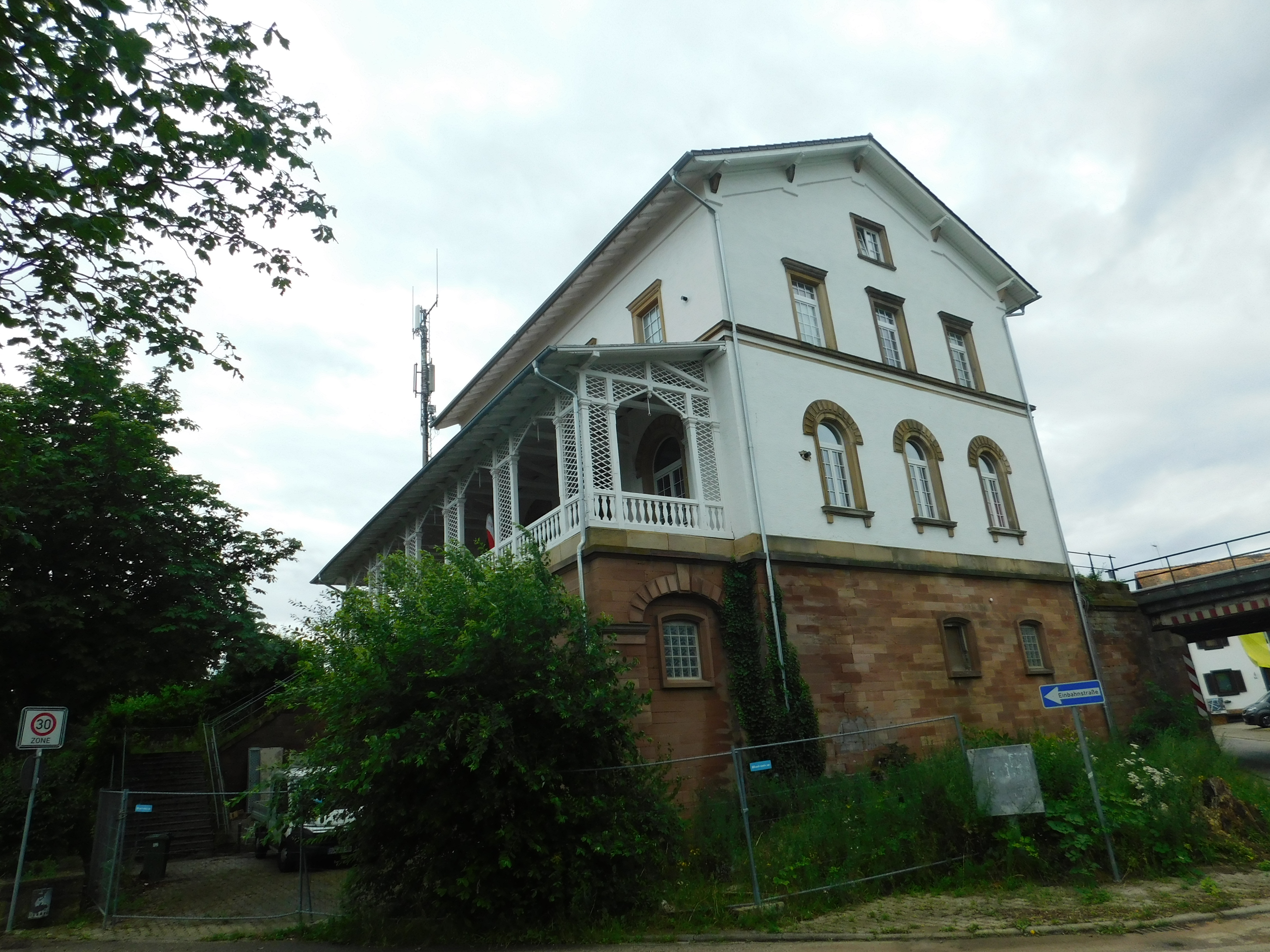
Ehemaliges, denkmalgeschütztes Bahnhofsgebäude nach der Renovierung

Der Bahnhof Freinsheim ist ein Trennungsbahnhof bei Freinsheim in der Pfalz. Hier mündet die Bahnstrecke Freinsheim–Frankenthal in die Pfälzische Nordbahn. Der Bahnhof stellt einen der wichtigsten Eisenbahnknoten in der Pfalz dar.

## Lage
Der Bahnhof befindet sich am südwestlichen Stadtrand. Die Nordbahn umfährt die Stadt nördlich des Bahnhofs in einer langgezogenen S-Kurve. Die Strecke nach Frankenthal umfährt den südlichen Stadtrand in einem weiten Bogen.

## Geschichte
Der Bahnhof wurde am 20. Juli 1873 als Teil des Abschnitts Dürkheim–Grünstadt auf der Pfälzischen Nordbahn eröffnet. Am 15. Oktober 1877 wurde der Bahnhof mit der Eröffnung der Verbindungsbahn nach Frankenthal erweitert. Während dieser Zeit wurde der Bahnhof von der Betriebs- und Bauinspektion Neustadt verwaltet und war Sitz einer Bahnmeisterei. 1922 erfolgte die Eingliederung des Bahnhofs in die neu gegründete Reichsbahndirektion Ludwigshafen. Ein Jahr später wurden die am Bahnhof beschäftigten Eisenbahner im Zuge des von Frankreich durchgeführten, bis 1924 dauernden Regiebetriebs ausgewiesen. Danach kehrten sie zurück. Im Zuge der Auflösung der Ludwigshafener Direktion wechselte er zum 1. April 1937 in den Zuständigkeitsbereich der Direktion Mainz; zu dieser Zeit unterstand er dem Betriebsamt (RBA) Neustadt.
Die französische Besatzungsmacht ordnete nach dem Zweiten Weltkrieg alle Bahnanlagen im nördlichen Teil ihrer Besatzungszone der Eisenbahndirektion Mainz zu. Dazu gehörte auch der Bahnhof Freinsheim. Mit der schrittweisen Auflösung der Bundesbahndirektion Mainz in den Jahren 1971/72 fiel die Zuständigkeit für den Bahnhof zum 1. Juni 1971 an die Bundesbahndirektion Karlsruhe.
Zur selben Zeit wurden die Bahnsteigsperren aufgehoben.
Seit 1990 ist der Bahnhof Bestandteil des Verkehrsverbundes Rhein-Neckar (VRN).

## Bahnanlagen und Umfeld
Der Bahnhof in Hochlage verfügt über drei Gleise und zwei Bahnsteige. Das in der Mitte liegende Gleis 1 kann von beiden Bahnsteigen genutzt werden. Der Zugang zu den Bahnsteigen erfolgt über eine beidseitig zugängliche Unterführung. Der stadtseitige Bahnsteig wird von den Zügen Richtung Neustadt/Grünstadt genutzt; der andere Bahnsteig wird von den Zügen aus Richtung Frankenthal/Grünstadt genutzt. Das als Einheitsbau errichtete Bahnhofsgebäude wird heute nicht mehr genutzt.
Der Bahnhof befindet sich unmittelbar am westlichen Stadtrand von Freinsheim, wobei das Bahnhofsviertel sich westlich des Bahnhofs befindet. Im Süden des Bahnhofs mündet die Verbindungsbahn nach Frankenthal in die Pfälzische Nordbahn. Aufgrund seiner zentralen Lage im Dreieck Frankenthal-Grünstadt-Bad Dürkheim übernimmt der Bahnhof eine wichtige Knotenfunktion in der Pfalz.
Das Bahnhofsgebäude, ein dreigeschossiger Putzbau mit Sandsteinportikus und hölzerner Überdachung zur Straßenseite, wurde 1872/73 erbaut und steht unter Denkmalschutz.

## Betrieb
Der Bahnhof Freinsheim wird ausschließlich im Nahverkehr angefahren. Auf den beiden Strecken verkehren hauptsächlich Züge der DB-Baureihen 622 und 623. Die Züge aus Richtung Neustadt enden halbstündlich in Freinsheim. Die Züge aus Frankenthal enden werktags in Ramsen; mittwochs, sonn- und feiertags fahren sie weiter bis zum Eiswoog oder nach Monsheim.
| Linie                    | Zuglauf                                                                            | Taktfrequenz  |
| ------------------------ | ---------------------------------------------------------------------------------- | ------------- |
| RB 45                    | Neustadt (Weinstr) Hbf – Bad Dürkheim – Freinsheim                                 | halbstündlich |
| RB 46                    | Frankenthal Hbf – Freinsheim – Grünstadt – Eisenberg (Pfalz) – Ramsen ( – Eiswoog) | stündlich     |
| RB 46                    | Frankenthal Hbf – Freinsheim – Grünstadt – Monsheim                                | stündlich     |
| Stand: 10. Dezember 2023 |                                                                                    |               |

Der Fahrplan der RB46 ist dabei so konzipiert, dass man halbstündlich nach Grünstadt oder nach Frankenthal Hbf kommt.